# Lophodonta angulosa
Lophodonta angulosa is een vlinder uit de familie van de tandvlinders (Notodontidae). De wetenschappelijke naam van de soort is voor het eerst geldig gepubliceerd in 1797 door Abbott & Smith.